# Joseph de Guignes
Joseph de Guignes, född 19 oktober 1721, död i mars 1800, var en fransk orientalist. Han var far till Chrétien-Louis-Joseph de Guignes.
Guignes blev 1745 österländsk tolk vid kungliga biblioteket i Paris, 1752 ledamot av Royal Society, 1757 professor i syriska vid Collège de France, 1769 inspektör över fornminnena i Louvren samt 1773 medlem av Franska vitterhetsakademien. Genom franska revolutionen förlorade han sin plats. Guignes drev med synnerlig iver kinesiska studier och undervisade bland annat den svenske sinologen Johan Erik Ringström. Hans främsta arbete är Histoire générale des huns, turcs, mongols et cetera (fyra band, 1756-58). Han översatte även Shujing och utgav ett stort antal "Mémoires".